# Ngòi Chỉ
Ngòi Chỉ là phụ lưu của Sông Chảy, chảy qua các huyện Bảo Yên tỉnh Lào Cai và huyện Lục Yên tỉnh Yên Bái, Việt Nam 
Sông có chiều dài 13 km và diện tích lưu vực là 42 km² .

## Dòng chảy
Ngòi Chỉ bắt nguồn từ thôn Chỉ Trong xã Phúc Khánh huyện Bảo Yên tỉnh Lào Cai, chảy về hướng tây bắc.
Sang Làng Chả xã An Lạc huyện Lục Yên tỉnh Yên Bái sông đổ vào sông Chảy.
Quốc lộ 70 vượt ngòi ở Cầu Ngòi Chỉ.

## Chỉ dẫn
1. ↑  Trong tiếng Việt thì "Ngòi" có nghĩa là sông, suối.

- Có lỗi biên tập trong "Danh mục địa danh... Lào Cai" viết các tên thành "ngòi Trĩ", "khe Trĩ", "làng Trĩ" [4], còn trong "Danh mục địa danh... Yên Bái" viết tên là "cầu Ngòi Chi" [5].